# Sophie Rondeau
Sophie Rondeau (née à Montréal, Québec, Canada, en 1977) est auteure de plus de quarante livres jeunesse publiés dans différentes maisons d'éditions québécoises. Elle a également publié un roman pour adultes et plusieurs ouvrages destinés aux futurs et nouveaux parents. 
Elle est titulaire d'un baccalauréat en enseignement du français et de l'histoire de l'Université de Montréal (1996-2000).
En 2010, son roman Louka cent peurs figure dans la sélection du White Ravens de la bibliothèque internationale pour la jeunesse de Munich. La même année, ce livre remporte aussi le Grand Prix du Livre de la Montérégie.
En 2014, les tomes 1 et 2 de sa série Cupkakes et claquettes obtiennent une mention spéciale au Grand prix du livre de la Montérégie, catégorie Fiction jeunesse secondaire.
En 2023, son roman Moi aussi est sélectionné dans la liste préliminaire du Prix des libraires du Québec, catégorie 12-17 ans.